# Chiesa di San Silvestro (Sutri)
La chiesa di San Silvestro è una chiesa antica di Sutri.
Essa conserva gran parte dell'originaria struttura romanica. Nella torre campanaria è tuttora presente e funzionante una campana donata dalla contessa Matilde di Canossa in occasione del concilio del dicembre 1046 tenuto a Sutri. L'interno è diviso in tre navate, interessante è l'affresco dedicato a San Silvestro Papa e Sant'Anna ed un altro raffigurante la deposizione di Gesù nel Sepolcro.